# Omega Andromedae
Omega Andromedae (ω And / ω Andromedae) è una stella nana bianco-gialla nella sequenza principale di magnitudine 4,83 situata nella costellazione di Andromeda. Dista 92 anni luce dal sistema solare.

## Osservazione

Campo stellare in cui spicca Omega Andromedae

Si tratta di una stella situata nell'emisfero celeste boreale. La sua posizione è fortemente boreale e ciò comporta che la stella sia osservabile prevalentemente dall'emisfero nord, dove si presenta circumpolare anche da gran parte delle regioni temperate; dall'emisfero sud la sua visibilità è invece limitata alle regioni temperate inferiori e alla fascia tropicale. La sua magnitudine pari a 4,8 fa sì che possa essere scorta solo con un cielo sufficientemente libero dagli effetti dell'inquinamento luminoso.
Il periodo migliore per la sua osservazione nel cielo serale ricade nei mesi compresi fra settembre e febbraio; nell'emisfero nord è visibile anche per un periodo maggiore, grazie alla declinazione boreale della stella, mentre nell'emisfero sud può essere osservata solo durante i mesi della tarda primavera e inizio estate australi.

## Caratteristiche fisiche
La stella è una nana bianco-gialla nella sequenza principale; possiede una magnitudine assoluta di 2,57 e la sua velocità radiale positiva indica che la stella si sta allontanando dal sistema solare.